# تپه گیس ایوانکی گرمسار
تپه گیس ایوانکی مربوط به دوران‌های تاریخی پس از اسلام است و در جنوب غرب ایوانکی واقع شده و این اثر در تاریخ ۲۵ خرداد ۱۳۸۱ با شمارهٔ ثبت ۵۸۱۹ به‌عنوان یکی از آثار ملی ایران به ثبت رسیده است.